# Arzakan (berg)
Arzakan (armeniska: Արզական) är ett berg i Armenien. Det ligger i provinsen Kotajk, i den centrala delen av landet, 30 kilometer norr om huvudstaden Jerevan. Toppen på Arzakan är 2 502 meter över havet, eller 90 meter över den omgivande terrängen. Bredden vid basen är 1,2 km.
Terrängen runt Arzakan är kuperad åt sydväst, men åt nordost är den bergig. Närmaste större samhälle är provinscentralorten Hrazdan, 16,7 kilometer öster om Arzakan. 
Trakten runt Arzakan består i huvudsak av gräsmarker. Runt Arzakan är det ganska tätbefolkat, med 149 invånare per kvadratkilometer.